# Objectiu: Banc d'Anglaterra
Objectiu: Banc d'Anglaterra (títol original en anglès The League of Gentlemen) és una pel·lícula britànica policíaca de 1960, protagonitzada per Jack Hawkins, Nigel Patrick i Richard Attenborough. Està basada en la novel·la homònima de 1958, escrita per John Boland, i adaptada per a la pel·lícula per Bryan Forbes. Va ser realitzada en dos mesos per Allied Film Makers, i distribuïda per Rank Organisation. Ha estat doblada al català i emesa per TV3 el 22 d'octubre de 1988.
En 2006, una versió restaurada de la pel·lícula va ser llançada al mercat en una edició especial en DVD al Regne Unit, i el 2008 una edició restaurada va ser llançada al mercat a Espanya.

## Argument
Un tinent coronel que ha estat expulsat de l'Exèrcit Britànic reuneix un grup d'oficials retirats, tots ells experts en diverses matèries, per a dur a terme un robatori en un banc anglès.

## Repartiment
- Jack Hawkins – Tinent coronel Norman Hyde
- Nigel Patrick - Major Peter Race
- Roger Livesey - Capità "Padre" Mycroft
- Richard Attenborough - Tinent Edward Lexy
- Bryan Forbes - Capità Martin Porthill
- Kieron Moore - Capità Stevens
- Terence Alexander - Major Rupert Rutland-Smith
- Norman Bird - Capità Frank Weaver
- Robert Coote - Brigadier "Bunny" Warren
- Melissa Stribling - Peggy
- Nanette Newman - Elizabeth Rutland-Smith
- Lydia Sherwood - Hilda
- Doris Hare - Molly Weaver
- David Lodge - C.S.M.
- Patrick Wymark - Wylie
- Gerald Harper - Capità Saunders
- Brian Murray - Soldat "Chunky" Grogan
- Terence Edmond - Young PC (sense acreditar)
- Nigel Green - Kissing Man (sense acreditar)
- Patrick Jordan - Sergent (sense acreditar)
- Dinsdale Landen – Jove al gimnàs (sense acreditar)
- Ronald Leigh-Hunt - Superintendent de policia (sense acreditar)
- Oliver Reed – Noi del cor (sense acreditar)
- Norman Rossington - Staff Sergeant Hall (sense acreditar)
- Bruce Seton - AA Patrolman (sense acreditar)
- Basil Dearden - Blackmailer (sense acreditar)

## Recepció
La pel·lícula va tenir èxit, i va ser la sisena pel·lícula més popular a la taquilla del Regne Unit el 1960. El 1971 havia obtingut un benefici de 250.000 £. Més de vint anys després, Bryan Forbes estimava el benefici entre 300.000 i 400.000 £.
The League of Gentlemen fou esmenada a la pel·lícula The Wrong Arm of the Law (1963) com una de les pel·lícules que “Pearly Gates” (Peter Sellers) anava a mostrar a la seva colla de bandolers com a part del seu programa de formació.

## Premis
Premi Zulueta d'interpretació masculina a Richard Attenborough, Jack Hawkins, Bryan Forbes, Roger Livesey i Nigel Patrick.